# 林金闾
林金闾（？—465年），平凉郡（今甘肃省平凉市）人，北魏宦官。

## 生平
林金闾原本是宦官，受到常太后的宠信，官至尚书，封平凉公。
和平二年，魏文成帝拓跋濬南巡，从定州前往邺城，三月丁巳朔（461年3月27日），魏文成帝在灵丘亲自射箭越过山峰，中常侍、宁南将军、太子少傅、尚书、平凉公林金闾作为五十一名内侍之一跟随参与了这次南巡。
和平六年夏五月甲辰（465年6月21日），魏献文帝拓跋弘登基，五月戊申（465年6月25日）之前，车骑大将军乙浑联合林金闾伪造诏书，将尚书杨保年、平阳公贾爱仁、南阳公张天度在皇宫中杀死。殿中尚书拓跋郁率领殿中宿卫的禁卫军想要杀死乙浑，乙浑害怕，将事情归咎于林金闾，捉拿林金闾交给拓跋郁。当时司空和其奴认为林金闾的罪行还没分辨，于是将林金闾外任定州刺史。
不久，林金闾和哥哥平凉郡太守林胜都被乙浑诛杀。